# Trần Tuấn Minh
Dans ce nom vietnamien, le nom de famille, Trần, précède le nom personnel.
Trần Tuấn Minh est un joueur d'échecs vietnamien né le 21 octobre 1997 à Hanoï, grand maître international depuis 2017 et deux fois champion du Vietnam.
Au 1er février 2021, il est le numéro trois vietnamien avec un classement Elo de 2 522 points.

## Biographie et carrière
Trần Tuấn Minh remporta le championnat du Vietnam en 2017 et 2018. Il finit quatrième ex æquo du championnat d'Asie junior en 2017. Il finit premier du tournoi de Bhopal en 2018, premier du tournoi de Bombay en janvier 2019 et premier du tournoi de Budapest en novembre 2019.
Il représenta le Vietnam lors de l'Olympiade d'échecs de 2018 à Batoumi ; il marqua 6 points sur 11 au troisième échiquier et l'équipe du Vietnam finit septième de la compétition.